# Нео-націоналізм
Неонаціоналізм (англ. neo-nationalism або new nationalism) — сучасна політична ідеологія та суспільно-політичний рух, що базується на традиційних засадах класичного націоналізму, але адаптується до умов глобалізованого світу. Неонаціоналізм виник наприкінці XX століття як реакція на глибокі трансформації, спричинені другою хвилею глобалізації в 1980-х роках, і на виклики, що постали перед національними державами у зв'язку з масовою міграцією, культурною уніфікацією, економічною інтеграцією та зростанням наднаціональних інституцій.
Хоча неонаціоналізм зберігає деякі ключові риси класичного націоналізму — акцент на суверенітеті, етнокультурній ідентичності, самобутності — він набуває більш емоційного, оборонного та іноді реакційного характеру. Його основними супутніми ідеологіями виступають правий популізм, антиглобалізм, євроскептицизм, антиімміграціонізм, нативізм (відстоювання інтересів «корінного населення»), а також культурний протекціонізм. Неонаціоналісти часто вважають, що глобалізація та мультикультуралізм становлять загрозу «справжній» національній ідентичності, традиційним цінностям, мові, релігії, моралі й безпеці.
У цьому контексті особливу увагу приділяють захисту національної культури, символіки, народних традицій і способу життя, що наближає неонаціоналізм до форм культурного націоналізму. Проте на відміну від раннього націоналізму, неонаціоналізм часто відмовляється від універсалістських принципів демократії, прав людини чи відкритості до «інших», натомість наголошуючи на ексклюзивності, ієрархії та конфлікті з «чужими» (мігрантами, іншовірцями, наднаціональними елітами тощо).
Неонаціоналістичні сили набрали популярності в багатьох країнах на тлі економічних криз, терористичних загроз, міграційних хвиль та зневіри в глобальних проєктах. Серед найбільш показових проявів неонаціоналізму:
Вихід Великої Британії з Європейського Союзу (2016), що супроводжувався гаслами на захист національного суверенітету, контролю над міграцією та поверненням контролю над внутрішньою політикою;
Президентська кампанія Дональда Трампа в США (2016), у якій було чітко виражено гасло «Америка передусім», що втілювало ізоляціоністські, антиглобалістські та протимігрантські ідеї;
Посилення позицій неонаціоналістичних партій у Європі: Національне об'єднання Марін Ле Пен у Франції, Брати Італії Джорджії Мелоні, Фідес Віктора Орбана в Угорщині, Право і справедливість у Польщі.
Неонаціоналістичні рухи в країнах поза Заходом: Жаїр Болсонару в Бразилії, Родріго Дутерте та Фердинанд «Бонгбонг» Маркос на Філіппінах, де акцент ставився на «порядок», авторитарну риторику та боротьбу з зовнішніми впливами.
У деяких випадках неонаціоналізм демонструє суперечливий характер: він може обстоювати формальну демократію, але фактично підривати її засади через обмеження свободи ЗМІ, верховенство права, а також через мову ворожнечі та відмову від ліберального консенсусу.
Неонаціоналізм часто діє під гаслами «повернення контролю» або «захисту традицій», намагаючись звернутися до емоційної пам'яті суспільства про «золотий вік» нації. Проте в реальності це часто веде до політики ізоляції, відгородження від зовнішнього світу, підвищення напруження в міжнародних відносинах та загострення внутрішніх конфліктів, особливо у мультикультурних суспільствах.